# Schédographie
La schédographie est l'art de composer un texte en prose paraphrasant des morceaux de textes anciens. L'objectif est de concentrer en un minimum de mots un maximum de figures de style et de difficultés lexicographiques et grammaticales.
Cet exercice était pratiqué dans l'enseignement de l'Empire byzantin et donnait lieu à des concours au cours desquels les écoles jouaient leur réputation (et, partant, leur clientèle).